# Бельчевицы
Бельчеви́цы — деревня в Смоленской области России, в Кардымовском районе. Расположена в центральной части области в 18 км к югу от Кардымова, в 2 км юго-восточнее станции Приднепровская на железнодорожной ветке Смоленск--Сухиничи, на правом берегу реки Днепр. Население — 35 жителей (2007 год). Входит в состав Тюшинского сельского поселения.

## История
До 1859 года деревня была владельческой деревней при колодцах, 7 дворов, 78 жителей. В 1904 году входит в состав Спасской волости Смоленского уезда, 57 дворов, 403 жителя. До 1977 года в деревне была пристань на реке Днепр, которая принимала пассажирские суда. 

## Достопримечательности
- Комплекс памятников археологии: семь курганов шаровидной формы в 150 м восточнее деревни, селище и стоянка эпохи неолита в 300 м восточнее деревни.